# L'Oiseau (chanson)
L'Oiseau est une chanson française composée par Éric Demarsan et Daniel White, sur des paroles de Cécile Aubry. Elle sert de générique au feuilleton télévisé Sébastien parmi les hommes. Le titre, publié en 1968, a été enregistré par Bruno Polius, soliste de la chorale des Petits chanteurs d'Asnières. Les différentes éditions de 45 tours diffusant cette chanson se chiffrent à 1 600 000 exemplaires.
« Aussi bien aux génériques de début et de fin du feuilleton que sur la pochette ou sur les étiquettes circulaires accolées au disque 45 tours de la bande originale, nulle part n'est mentionnée la chorale d'Asnières ou le nom de son soliste. C'est une histoire d'arrière-boutique menée par les producteurs qui recherchaient le plus grand impact commercial. Dans ce tour de passe-passe, Mehdi El Glaoui, le rôle principal de Sébastien parmi les hommes, est présenté comme l'interprète de la chanson. Le disque se vend à foison, fait l'objet de deux rééditions. »

## Reprises
La chanson a été reprise au Canada par René Simard en 1971, remportant énormément de succès dès sa sortie. L’album est écoulé à environ 200 000 copies et René Simard remplit la Salle Wilfrid-Pelletier de la place des Arts à Montréal, l’une des plus grandes salles de concert à l’époque.  
En 2013, Zaz a enregistré une reprise de la chanson pour le générique final du film Belle et Sébastien. Vox Angeli en a réalisé une version en février 2008.
En 2023, la chanteuse Sophie Grenier reprend la chanson aux auditions à l'aveugle de La Voix. Elle remportera cette neuvième saison le 9 avril.